# Княгиня Лович (фрегат, 1828)
Княги́ня Ло́вич — парусный фрегат Российского императорского флота, тип «Спешный». Относился к рангу 44-пушечных фрегатов, хотя на самом деле имел 54 орудия. Назван в честь второй жены великого князя Константина Павловича. Заложен 1 декабря 1827 в С.-Петербургском Главном адмиралтействе. Строитель В. Ф. Стоке. Спущен 26 мая 1828, вошел в состав Балтийского флота, в 1833 году передан в состав Черноморского флота.

## Основные характеристики
- Водоизмещение = около 1950 т[1];
- Длина по верхней палубе = 48,6 м[1];
- Ширина по мидель-шпангоуту = 12,7 м[1];
- Осадка = 3,9 м[1];
- Артиллерийское вооружение = 54 ор[1]. (24-фн — по штату[3]);
- Экипаж = 340/430 человек[1].

## Служба

### Участие в войне с Турцией 1828—1829 годов
- Осенью 1828 ушел из Кронштадта на переход в Средиземное море.
- В феврале 1829 в составе эскадры вице-адмирала графа Л. П. Гейдена пришел к Дарданеллам для блокады пролива.
- В июне 1829 крейсировал в Архипелаге, а в августе-сентябре 1829 вновь участвовал в блокаде пролива Дарданеллы.[1]

Весной 1830 после ухода большей части судов в Россию оставлен в Архипелаге в составе отряда контр-адмирала П. И. Рикорда для оказания помощи греческому правительству и охраны русского судоходства в связи с начавшейся в Греции гражданской войной; базировался в Наполи-ди-Романья.
Летом 1830 перешел в Константинополь, где находился в распоряжении русского посланника.

### Участие в действиях флота во время гражданской войны в Греции 1831—1832 годов
- 18 июля 1831 во главе отряда П. И. Рикорда подошел к острову Порос, чтобы блокировать суда мятежников. 28 июля 1831 мятежники взорвали свои суда.
- В сентябре 1831 ходил в Каламатскую бухту, где взял в плен суда мятежников.

До мая 1833 находился в Архипелаге, а затем получил приказ о возвращении в Россию. В июне 1833 пошёл к Дарданеллам, вошёл в пролив, у Буюк-дере присоединился к эскадре вице-адмирала М. П. Лазарева и вместе с ней пришёл в Севастополь.
- С 1833 года входил в состав Черноморского флота.
- В 1834 и 1835 занимал брандвахтенный пост в Севастополе.
- В 1837 перешёл в Николаев и был переоборудован в блокшив[1].

## Командиры фрегата
Командирами фрегата «Княгиня Лович» в составе Российского императорского флота судна в разное время служили:
- капитан-лейтенант, а с 1 (13) января 1831 года капитан 2-го ранга В. Ф. Бологовский (1828—1833 годы);
- капитан 2-го ранга П. И. Баласогло (1834—1835 годы).